# Tula Pilar
Tula Pilar Ferreira (Leopoldina, 1970 - Taboão da Serra, 11 de abril de 2019) foi uma poeta brasileira.

## Biografia
Aos dois anos de idade mudou-se com a família para Belo Horizonte, onde, aos sete anos, começou a trabalhar ajudando a mãe, que era cozinheira. Teve a sua primeira filha, Samanta, aos 15 anos. Morou no Rio de Janeiro e depois em São Paulo, onde trabalhou como empregada doméstica. Foi vendedora da revista Ocas, para a qual também escreveu poemas. Organizou saraus como o “Cadin de Coisa”, que misturava culinária mineira e arte.
Com a ajuda de profissionais da Ocas, editou de forma independente seu primeiro livro, Palavras Inacadêmicas (2004), do qual vendeu cerca de 1.400 exemplares. Foi coordenadora do coletivo de música, dança e poesia Raizarte e participou do Projeto Trecho 2.8, de pesquisa em fotografia.
Em 2015, forneceu uma entrevista ao Museu da Pessoa, descrevendo as dificuldades sofridas em sua vida, sobretudo pelo racismo. Nesse relato ela descreve os preconceitos que teve que suportar e também fala sobre como o racismo está atualmente na sociedade brasileira.
"Muitas vezes alguém falava, mas a negrinha vai entrar? Mas então a patroa falava "ela está comigo, é da minha família, brinca com as minhas meninas". Eu lembro muito disso, sempre era um segurança ou alguém sempre perguntando."

"Eu trabalho muito isso nos saraus e essa coisa do preconceito racial, porque hoje é camuflado né, naquela época esse ódio que tinha dos negros era ao vivo e escancarado. Hoje falam que acabou mas não acabou aqui no
brasil não acabou o racismo ele é camuflado ele é falso, mas ele ta aí em alta ainda infelizmente"
camuflado ele é falso militar em alta

ainda infelizmente"— Tula Pilar Em entrevista ao Museu da Pessoa
Sua obra era marcada pela influência de Carolina de Jesus. Morreu de parada cardíaca em 2019.

## Obras
- 2004 - Palavras Inacadêmicas (independente)
- 2017 - Sensualidade de fino trato (Sarau do Binho)